# Provincia di Khanh Hoa
Khanh Hoa (vietnamita: Khánh Hòa) è una provincia del Vietnam, della regione di Nam Trung Bo. Occupa una superficie di 5.199,6 km² e ha una popolazione di 1.254.000 abitanti.
La capitale provinciale è Nha Trang.

## Distretti
Di questa provincia fanno parte i distretti:
- Cam Lâm
- Diên Khánh
- Khánh Sơn
- Khánh Vĩnh
- Trường Sa, noto anche come Isole Spratly
- Vạn Ninh

Amministrativamente, ad essi si aggiungono la municipalità di Nha Trang e le città di Cam Ranh e Ninh Hòa.